# Genoa 1893 1993-1994
Questa voce raccoglie le informazioni riguardanti il Genoa 1893 nelle competizioni ufficiali della stagione 1993-1994.

## Stagione
Nella stagione 1993-1994 il Genoa ha disputato il trentanovesimo campionato di Serie A della sua storia. Ha raccolto 32 punti ed ottenuto il decimo posto. In panchina Claudio Maselli fino al termine del 1993, infatti con l'ultima giornata del girone di andata, dal 2 gennaio 1994 sulla panchina del Grifone è stato chiamato il professore Franco Scoglio, il Genoa era penultimo in classifica con 11 punti. Nel girone di ritorno è riuscito a mantenere la massima serie. Anche per questa stagione il miglior marcatore genoano è stato il ceco Thomas Skuhravy con nove centri in campionato. Nella Coppa Italia subito eliminato nel primo turno dal Perugia.

## Divise e sponsor
Lo sponsor ufficiale per la stagione 1993-1994 fu Saiwa, mentre il fornitore di materiale tecnico fu Erreà.
| Prima divisa | Seconda divisa |

## Organigramma societario
Area direttiva
- Presidente: Aldo Spinelli
- Direttore sportivo: Spartaco Landini
- Team Manager: Fulvio Collovati
- Segretario generale: Davide Scapini
- Segretario amministrativo: Fulvio Benti

Area tecnica
- Allenatore: Claudio Maselli, poi dal 20 dicembre Franco Scoglio

## Rosa
| N. |                     | Ruolo | Calciatore                    |
| -- | ------------------- | ----- | ----------------------------- |
|    | Italia (bandiera)   | P     | Gianluca Berti                |
|    | Italia (bandiera)   | P     | Stefano Tacconi               |
|    | Italia (bandiera)   | D     | Nicola Caricola (II)          |
|    | Italia (bandiera)   | D     | Massimiliano Corrado          |
|    | Italia (bandiera)   | D     | Fabio Galante                 |
|    | Italia (bandiera)   | D     | Roberto Lorenzini             |
|    | Italia (bandiera)   | D     | Gianluca Signorini (capitano) |
|    | Italia (bandiera)   | D     | Vincenzo Torrente             |
|    | Italia (bandiera)   | C     | Andrea Bianchi                |
|    | Italia (bandiera)   | C     | Mario Bortolazzi              |
|    | Italia (bandiera)   | C     | Luca Cavallo                  |
|    | Ungheria (bandiera) | C     | Lajos Détári                  |

| N. |                        | Ruolo | Calciatore        |
| -- | ---------------------- | ----- | ----------------- |
|    | Italia (bandiera)      | C     | Valeriano Fiorin  |
|    | Italia (bandiera)      | C     | Roberto Onorati   |
|    | Romania (bandiera)     | C     | Dan Petrescu      |
|    | Italia (bandiera)      | C     | Gennaro Ruotolo   |
|    | Italia (bandiera)      | C     | Ivan Tisci        |
|    | Paesi Bassi (bandiera) | C     | John van 't Schip |
|    | Paesi Bassi (bandiera) | C     | Marciano Vink     |
|    | Italia (bandiera)      | A     | Massimo Ciocci    |
|    | Italia (bandiera)      | A     | Roberto Murgita   |
|    | Italia (bandiera)      | A     | Marco Nappi       |
|    | Rep. Ceca (bandiera)   | A     | Tomáš Skuhravý    |

## Risultati

### Serie A

#### Girone di andata
| Arbitro: | Baldas (Trieste) |

|                               |           |  |
| R. Lorenzini 42’ Petrescu 83’ | Marcatori |  |

| Arbitro: | Collina (Viareggio) |

|             |           |  |
| Massaro 40’ | Marcatori |  |

| Arbitro: | Trentalange (Torino) |

|           |           |                    |
| Nappi 41’ | Marcatori | 23’ (rig.) Allegri |

| Arbitro: | Braschi (Prato) |

|                    |           |              |
| Zola 1’ Crippa 87’ | Marcatori | 19’ Petrescu |

| Genova 19 settembre 1993 5ª giornata | Genoa           | 0 – 0 | Napoli | Stadio Luigi Ferraris\| Arbitro: \| Nicchi (Arezzo) \| |
| Arbitro:                             | Nicchi (Arezzo) |       |        |                                                        |

| Arbitro: | Cinciripini (Ascoli Piceno) |

|                  |           |  |
| Silenzi 51’, 83’ | Marcatori |  |

| Genova 3 ottobre 1993 7ª giornata | Genoa                                  | 0 – 0 | Reggiana | Stadio Luigi Ferraris\| Arbitro: \| Pellegrino (Barcellona Pozzo di Gotto) \| |
| Arbitro:                          | Pellegrino (Barcellona Pozzo di Gotto) |       |          |                                                                               |

| Lecce 17 ottobre 1993 8ª giornata | Lecce                         | 0 – 0 | Genoa | Stadio Via del Mare\| Arbitro: \| Quartuccio (Torre Annunziata) \| |
| Arbitro:                          | Quartuccio (Torre Annunziata) |       |       |                                                                    |

| Arbitro: | Brignoccoli (Ancona) |

|  |           |             |
|  | Marcatori | 60’ Turrini |

| Arbitro: | Boggi (Salerno) |

|                                                  |           |  |
| R. Baggio 35’ (rig.), 56’, 77’ (rig.) Möller 51’ | Marcatori |  |

| Arbitro: | Cardona (Milano) |

|  |           |                                                  |
|  | Marcatori | 6’ Skuhravý 17’ Nappi 19’ N. Caricola 64’ Ciocci |

| Arbitro: | Borriello (Mantova) |

|             |           |  |
| Ruotolo 52’ | Marcatori |  |

| Arbitro: | Trentalange (Torino) |

|                                       |           |  |
| Fuser 3’ Signori 51’, 76’, 82’ (rig.) | Marcatori |  |

| Arbitro: | Beschin (Legnago) |

|            |           |           |
| Ruotolo 1’ | Marcatori | 43’ Platt |

| Arbitro: | Arena (Ercolano) |

|            |           |                                                  |
| Détári 37’ | Marcatori | 36’, 82’ (rig.) Stroppa 49’ P. Bresciani 85’ Roy |

| Arbitro: | Bettin (Padova) |

|                        |           |              |
| Ganz 12’ Valentini 69’ | Marcatori | 11’ Skuhravý |

| Arbitro: | Rodomonti (Teramo) |

|             |           |  |
| Galante 11’ | Marcatori |  |

#### Girone di ritorno
| Arbitro: | Ceccarini (Livorno) |

|              |           |              |
| Cappioli 62’ | Marcatori | 39’ Skuhravý |

| Genova 16 gennaio 1994 19ª giornata | Genoa            | 0 – 0 | Milan | Stadio Luigi Ferraris\| Arbitro: \| Bazzoli (Merano) \| |
| Arbitro:                            | Bazzoli (Merano) |       |       |                                                         |

| Cagliari 23 gennaio 1994 20ª giornata | Cagliari           | 0 – 0 | Genoa | Stadio Sant'Elia\| Arbitro: \| Stafoggia (Pesaro) \| |
| Arbitro:                              | Stafoggia (Pesaro) |       |       |                                                      |

| Arbitro: | Luci (Firenze) |

|  |           |                                              |
|  | Marcatori | 43’, 90’ Zola 45’ Brolin 85’ (rig.) Asprilla |

| Arbitro: | Cardona (Milano) |

|                     |           |                  |
| Di Canio 72’ (rig.) | Marcatori | 45’ van 't Schip |

| Arbitro: | Boggi (Salerno) |

|          |           |          |
| Vink 36’ | Marcatori | 68’ Cois |

| Arbitro: | Trentalange (Torino) |

|             |           |              |
| Scienza 54’ | Marcatori | 57’ Skuhravý |

| Arbitro: | Dinelli (Lucca) |

|                        |           |  |
| Ciocci 21’ Onorati 28’ | Marcatori |  |

| Arbitro: | Baldas (Trieste) |

|                   |           |             |
| Papais 31’ (rig.) | Marcatori | 8’ Skuhravý |

| Arbitro: | Arena (Ercolano) |

|             |           |               |
| Galante 88’ | Marcatori | 36’ Del Piero |

| Arbitro: | Collina (Viareggio) |

|                                      |           |  |
| Skuhravý 40’, 80’ (rig.) Onorati 86’ | Marcatori |  |

| Arbitro: | Cinciripini (Ascoli Piceno) |

|              |           |                               |
| Schillaci 3’ | Marcatori | 18’, 90’ Ruotolo 26’ Skuhravý |

| Arbitro: | Braschi (Prato) |

|             |           |             |
| Onorati 59’ | Marcatori | 62’ Signori |

| Arbitro: | Pairetto (Nichelino) |

|             |           |          |
| Jugović 14’ | Marcatori | 14’ Vink |

| Arbitro: | Ceccarini (Livorno) |

|                            |           |  |
| Kolyvanov 36’ Roy 73’, 88’ | Marcatori |  |

| Arbitro: | Quartuccio (Torre Annunziata) |

|                         |           |             |
| Skuhravý 32’ Ciocci 64’ | Marcatori | 19’ Saurini |

| Arbitro: | Pellegrino (Barcellona Pozzo di Gotto) |

|             |           |               |
| Dezotti 22’ | Marcatori | 54’ Signorini |

### Coppa Italia

#### Turni preliminari
| Arbitro: | Rosica (Roma) |

|                        |           |             |
| Mazzeo 57’ Brescia 84’ | Marcatori | 56’ Onorati |

## Statistiche

### Statistiche di squadra
| Competizione | Punti | In casa | In casa | In casa | In casa | In casa | In casa | In trasferta | In trasferta | In trasferta | In trasferta | In trasferta | In trasferta | Totale | Totale | Totale | Totale | Totale | Totale | DR |
| Competizione | Punti | G       | V       | N       | P       | Gf      | Gs      | G            | V            | N            | P            | Gf           | Gs           | G      | V      | N      | P      | Gf     | Gs     | DR |
| ------------ | ----- | ------- | ------- | ------- | ------- | ------- | ------- | ------------ | ------------ | ------------ | ------------ | ------------ | ------------ | ------ | ------ | ------ | ------ | ------ | ------ | -- |
| Serie A      | 32    | 17      | 6       | 8       | 3       | 17      | 15      | 17           | 2            | 8            | 7            | 15           | 25           | 34     | 8      | 16     | 10     | 32     | 40     | -8 |
| Coppa Italia |       | -       | -       | -       | -       | -       | -       | 1            | 0            | 0            | 1            | 1            | 2            | 1      | 0      | 0      | 1      | 1      | 2      | -1 |
| Totale       |       | 17      | 6       | 8       | 3       | 17      | 15      | 18           | 2            | 8            | 8            | 16           | 27           | 35     | 8      | 16     | 11     | 33     | 42     | -9 |

### Statistiche dei giocatori[4]
| Giocatore        | Serie A  | Serie A | Serie A     | Serie A    | Coppa Italia | Coppa Italia | Coppa Italia | Coppa Italia | Totale   | Totale | Totale      | Totale     |
| Giocatore        | Presenze | Reti    | Ammonizioni | Espulsioni | Presenze     | Reti         | Ammonizioni  | Espulsioni   | Presenze | Reti   | Ammonizioni | Espulsioni |
| ---------------- | -------- | ------- | ----------- | ---------- | ------------ | ------------ | ------------ | ------------ | -------- | ------ | ----------- | ---------- |
| G. Berti         | 15       | -17     | ?           | ?          | 1            | -2           | ?            | ?            | 16       | -19    | ?           | ?          |
| A. Bianchi       | 3        | 0       | ?           | ?          | -            | -            | -            | -            | 3        | 0      | 0+          | 0+         |
| M. Bortolazzi    | 32       | 0       | ?           | ?          | 1            | 0            | ?            | ?            | 33       | 0      | ?           | ?          |
| N. Caricola (II) | 27       | 1       | ?           | ?          | 1            | 0            | ?            | ?            | 28       | 1      | ?           | ?          |
| L. Cavallo       | 19       | 0       | ?           | ?          | -            | -            | -            | -            | 19       | 0      | 0+          | 0+         |
| M. Ciocci        | 14       | 3       | ?           | ?          | 1            | 0            | ?            | ?            | 15       | 3      | ?           | ?          |
| M. Corrado       | 6        | 0       | ?           | ?          | -            | -            | -            | -            | 6        | 0      | 0+          | 0+         |
| L. Détári        | 8        | 1       | ?           | ?          | -            | -            | -            | -            | 8        | 1      | 0+          | 0+         |
| V. Fiorin        | -        | -       | -           | -          | 1            | 0            | ?            | ?            | 1        | 0      | 0+          | 0+         |
| F. Galante       | 25       | 2       | ?           | ?          | -            | -            | -            | -            | 25       | 2      | 0+          | 0+         |
| R. Lorenzini     | 22       | 1       | ?           | ?          | -            | -            | -            | -            | 22       | 1      | 0+          | 0+         |
| R. Murgita       | 6        | 0       | ?           | ?          | -            | -            | -            | -            | 6        | 0      | 0+          | 0+         |
| M. Nappi         | 19       | 3       | ?           | ?          | 1            | 0            | ?            | ?            | 20       | 3      | ?           | ?          |
| R. Onorati       | 27       | 3       | ?           | ?          | 1            | 1            | ?            | ?            | 28       | 4      | ?           | ?          |
| D. Petrescu      | 24       | 1       | ?           | ?          | 1            | 0            | ?            | ?            | 25       | 1      | ?           | ?          |
| G. Ruotolo       | 34       | 4       | ?           | ?          | -            | -            | -            | -            | 34       | 4      | 0+          | 0+         |
| G. Signorini     | 28       | 1       | ?           | ?          | 1            | 0            | ?            | ?            | 29       | 1      | ?           | ?          |
| T. Skuhravý      | 28       | 9       | ?           | ?          | 1            | 0            | ?            | ?            | 29       | 9      | ?           | ?          |
| S. Tacconi       | 20       | -23     | ?           | ?          | -            | -            | -            | -            | 20       | -23    | 0+          | 0+         |
| I. Tisci         | 1        | 0       | ?           | ?          | -            | -            | -            | -            | 1        | 0      | 0+          | 0+         |
| V. Torrente      | 31       | 0       | ?           | ?          | 1            | 0            | ?            | ?            | 32       | 0      | ?           | ?          |
| J. van 't Schip  | 21       | 1       | ?           | ?          | -            | -            | -            | -            | 21       | 1      | 0+          | 0+         |
| M. Vink          | 13       | 2       | ?           | ?          | 1            | 0            | ?            | ?            | 14       | 2      | ?           | ?          |